# Rosa Maria Sardà i Tàmaro
Rosa Maria Sardà i Tàmaro (Barcelona, 30 de juliol del 1941 - 11 de juny de 2020) fou una actriu de teatre, cinema i televisió catalana.

## Biografia
Pertanyia a una família molt vinculada amb l'espectacle: el seu besavi, la seva àvia i una cosina van ser actors. Era la germana gran del periodista i showman televisiu Xavier Sardà, i el seu fill, Pol Mainat també actor, que va tenir amb la seva parella Josep Maria Mainat, membre del trio còmic La Trinca, amb qui no es va arribar a casar.
De formació autodidacta, començà a fer teatre d'afeccionats en el seu barri natal, Horta. El 1962 va fer el salt al teatre professional, a la companyia de Dora Santacreu i Carlos Lucena, amb l'obra Cena de matrimonios, d'Alfonso Paso i, d'aquesta companyia, passà a la d'Alejandro Ulloa i, posteriorment, a la de Pau Garsaball, amb l'obra En Baldiri de la Costa. Amb posterioritat, entrà en el camp televisiu (el 1975, protagonitzant Una vella, coneguda olor, de Josep Maria Benet i Jornet i el 1979, portant el programa Festa amb Rosa Maria Sardà) i el cinematogràfic (amb El vicari d'Olot, de Ventura Pons).
En actiu des de la dècada del 1970, va començar com a actriu còmica, però més tard va participar en nombrosos projectes en diversos registres en teatre, cinema i televisió en català i castellà. Va guanyar nombrosos premis i és considerada una excel·lent actriu.
El 24 de juliol de 2017 va retornar la Creu de Sant Jordi que la Generalitat de Catalunya li atorgà l'any 1994, i posteriorment recomanà a Isabel Coixet que també retornés la seva.
Va morir l'11 de juny de 2020 als 78 anys a causa d'un càncer.

## Filmografia
- 1970: El certificado, de Vicent Lluch i Tamarit

- 1979: Festa amb Rosa Maria Sardà, sèrie de TV dirigida per Sergi Schaaff
- 1980: El vicari d'Olot, de Ventura Pons
- 1982: Puny clos, d'Ildefons Duran
- 1984: Ahí te quiero ver, programa televisiu en què feia de presentadora
- 1986: La ràdio folla, de Francesc Bellmunt
- 1986: La Rambla de les floristes, producció per a la televisió dirigida per Orestes Lara, basada en l'obra de Josep Maria de Sagarra
- 1987: Moros y cristianos, de Luis García Berlanga
- 1989: Romàntic, d'Aurora Corominas
- 1990: El anónimo, ¡vaya papelón!, d'Alfonso Arandia
- 1990: Rateta, rateta, de Francesc Bellmunt
- 1990: Un submarí a les estovalles, d'Ignasi P. Ferré
- 1991: Ho sap el ministre?, de Josep Maria Forn
- 1992: ¿Por qué lo llaman amor cuando quieren decir sexo?, de Manuel Gómez Pereira
- 1992: La febre d'or, de Gonzalo Herralde
- 1993: El cianuro... ¿sólo o con leche?, de José Miguel Ganga
- 1994: Alegre ma non troppo, de Fernando Colomo
- 1994: L'enfonsament del Titanic, d'Antonio Chavarrías Ocaña
- 1994: Enciende mi pasión, de José Miguel Ganga
- 1994: Escenes d'una orgia a Formentera, de Francesc Bellmunt
- 1995: El efecto mariposa, de Fernando Colomo
- 1995: Parella de tres, d'Antoni Verdaguer i Serra
- 1995: Suspiros de España (y Portugal), de José Luis García Sánchez
- 1996: Actrius, de Ventura Pons sobre guió de Josep Maria Benet i Jornet
- 1996: La duquesa roja, de Francesc Betriu i Cabeceran
- 1997: Airbag, de Juanma Bajo Ulloa
- 1997: Carícies, de Ventura Pons
- 1997: Grandes ocasiones, de Felipe Vega
- 1997: Siempre hay un camino a la derecha, de José Luis García Sánchez
- 1998: Amic/Amat, de Ventura Pons sobre guió de Benet i Jornet
- 1998: La niña de tus ojos, de Fernando Trueba
- 1998: Mátame mucho, de José Ángel Bohollo
- 1999: Todo sobre mi madre, de Pedro Almodóvar
- 2000: Anita no perd el tren, de Ventura Pons
- 2000: Homenots, sèrie de televisió dirigida per Sergi Schaaff, basada en l'obra de Josep Pla
- 2001: Sin vergüenza, de Joaquim Oristrell
- 2001: Torrente 2: Misión en Marbella, de Santiago Segura
- 2002: A mi madre le gustan las mujeres, de Daniela Fejerman
- 2002: Deseo, de Gerardo Vega
- 2002: Dos tipos duros, de Juan Martínez Moreno
- 2002: El embrujo de Shanghai, de Fernando Trueba
- 2002: El viaje de Carol, d'Imanol Uribe
- 2003: Te doy mis ojos, d'Icíar Bollaín
- 2005: Abuela de verano, sèrie de TV basada en l'obra de Rosa Regàs i Pagès Diario de una abuela de verano
- 2006: Vete de mí, de Víctor García León
- 2007: Barcelona (un mapa), de Ventura Pons
- 2007: Chuecatown, de Juan Flahn
- 2008: Rivales, de Fernando Colomo
- 2010: La vida empieza hoy, de Laura Mañá
- 2011: Maktub, de Paco Arango
- 2012: Any de Gràcia, de Ventura Pons
- 2015: Rey Gitano, de Juanma Bajo Ulloa
- 2015: Ocho apellidos catalanes d'Emilio Martínez-Lázaro
- 2016: La reina de España, de Fernando Trueba
- 2018: Segunda oportunidad, d'Álvaro de Armiñán
- 2019: Salir del ropero, d'Ángeles Reiné

## Teatre

### Com a actriu
- 1964: Los cinco minutos de Margot de Louis Verneuil. Estrenada al Teatre Guimerà de Barcelona.
- 1968: Las noches bajas de Ana o mi marido tiene un turca, original de Rafael Richart. Al Teatre Victòria (Barcelona)
- 1976: Roses roges per a mi de Sean O'Casey
- 1982: Duet per a un sol violí de Tom Kempinski.
- 1982: Yo me bajo en la próxima, ¿y usted? d'Adolfo Marsillach
- 1985: Mare Coratge de Bertolt Brecht
- 1992: L'hostal de la Glòria de Josep Maria de Sagarra
- 2004: Witt (títol original: Wit) de Margaret Edson
- Sopa de pollastre amb ordi d'Arnold Wesker
- Tot esperant Godot de Samuel Beckett
- Quan la ràdio parlava de Franco de Josep Maria Benet i Jornet
- Terra baixa d'Àngel Guimerà
- El balcó de Jean Genet

### Com a directora
- 1989: Ai carai, de Josep Maria Benet i Jornet
- 1994: Shirley Valentine de Willy Russell
- 1994: Fugaç de Josep Maria Bernet i Jornet
- 1996: El visitant d'Eric-Emmanuel Schmitt
- 1999: Cantonada Brossa, conjuntament amb Josep Maria Mestres, Josep Muntanyès i Lluís Pasqual. Premi de la Crítica de Barcelona

## Principals premis i reconeixements
- 1979: Premi FAD Sebastià Gasch
- 1979-1980: Memorial Margarida Xirgu per Rosa i Maria i El balcó[8]
- 1993: Premi de cinematografia de la Generalitat de Catalunya
- 1994: Creu de Sant Jordi
- 1994: Goya a la millor actriu de repartiment per ¿Por qué lo llaman amor cuando quieren decir sexo?
- 1997: Premi Butaca a la millor actriu catalana de cinema per Actrius[9]
- 2002: Goya a la millor actriu de repartiment per Sin vergüenza
- 2003: Fotogramas de Plata
- 2001: Unión de Actores
- 2001: Festival Internacional de Cine de Mar del Plata, menció especial per Anita no perd el tren
- 2004: Premi Butaca a la millor actriu de teatre, per Wit[10]
- 2009: Premi Internacional Terenci Moix especial del Jurat[11]
- 2010: Medalla d'Or de l'Acadèmia espanyola de cinema[12]
- 2015: Premi Miramar d'Honor, atorgat pel Consell Assessor de RTVE a Catalunya.[13]
- 2015: Premi Max d'honor, atorgat per la Fundació SGAE.[14]
- 2016: Premi Feroz d'Honor
- 2016: Gaudí d'Honor[15]